# Michel Laurent (universitaire)
Pour les articles homonymes, voir Laurent et Michel Laurent.
Michel Laurent, né en 1953 au Viêt Nam est un universitaire français spécialiste des neurosciences. Il a été président de l'université Aix-Marseille-II de 1999 à 2004 et vice-président de la Conférence des chefs d'établissements de l'enseignement supérieur de 2002 à 2004. Il a dirigé l'Institut de recherche pour le développement de 2006 à 2014.

## Biographie

### Études et début de carrière
Michel Laurent a obtenu son doctorat en sciences à l'université à l'université Aix-Marseille 2 en 1987, sous la direction de Jacques Paillard. Elle était consacrée à l'étude de la coordination visuo-locomotrice chez l'Homme.
Michel Laurent est à l'origine de la création des premières formations doctorales en sciences et techniques des activités physiques et sportives (STAPS) à Aix-Marseille-II, où il est doyen de la faculté des sciences du sport de 1991 à 1995.
En 1995, il prend la direction de l'UMR « Mouvement et Perception »,.

### Présidence de l'université Aix-Marseille-II
En 1999, il est élu président de l'université Aix-Marseille-II pour un mandat non renouvelable de 5 ans,.
En 2001, il prend également la présidence de l'incubateur multimédia Belle de mai, fonction qu'il quittera en 2006,.
En 2002, il est élu pour 2 ans vice-président de la Conférence des chefs d'établissements de l'enseignement supérieur,.
En 2004, il quitte ses fonctions à la fois à la présidence de l'université et de la conférence.
En 2005, il préside le comité de suivi de la réforme LMD pour le niveau master,. Il prend alors la présidence de l'incubateur interuniversitaire Impulse, pour 1 an.

### Présidence de l'IRD
En 2006, il est nommé directeur général de l’Institut de recherche pour le développement et est reconduit dans ses fonctions le 30 mai 2009.
Le 9 juin 2010, sur proposition de la ministre de l'Enseignement supérieur et de la Recherche, le conseil des ministres a nommé Michel Laurent président de l’IRD, pour un mandat de 4 ans.
Peu avant cette nomination, la présidence de Michel Laurent est violemment attaquée par les membres du Conseil scientifique de l'Institut.
Cette nomination fait suite à la modification des statuts de l'Institut, prévoyant la fusion des postes de président du conseil d'administration et de directeur général. [réf. nécessaire]
Alors que son mandat devait se terminer fin 2014, il sera maintenu en poste faute d'un successeur,. La polémique autour de l'absence de successeur donne lieu à un échange d'arguments entre la presse et Michel Laurent,.
C'est finalement Jean-Paul Moatti qui lui succédera.

## Distinctions
- Doctorat honoris causa de l'université de Montréal (2004)[14].